# Oberschambach
Oberschambach ist ein Gemeindeteil der Gemeinde Saal an der Donau und eine Gemarkung im niederbayerischen Landkreis Kelheim.

## Lage
Das Kirchdorf Oberschambach liegt in der Hallertau etwa fünf Kilometer südlich von Saal.
Die Gemarkung liegt vollständig auf dem Gebiet der Gemeinde Saal an der Donau. Auf ihr liegen die Gemeindeteile Oberschambach und Unterschambach.

## Geschichte
Oberschambach bildete mit dem benachbarten Dorf Unterschambach die Landgemeinde Schambach im Bezirksamt Kelheim. Sie wurde mit Bekanntgabe des Staatsministeriums des Innern vom 30. Dezember 1938 mit der Gemeinde Einmuß vereinigt, nachdem diese Verbindung schon 1923 im Gespräch war. Mit der Gemeinde Einmuß gelangte Oberschambach im Zuge der Gebietsreform in Bayern am 1. Juli 1972 zur Gemeinde Saal an der Donau.

## Sehenswürdigkeiten
- Filialkirche St. Sebastian. Die 1719 erbaute Saalkirche mit Satteldach und eingezogenem Kastenchor hat ein barockes Langhaus mit mittelalterlichen Teilen. Der Ostturm mit Treppengiebel ist romanisch und hat ein gotisches Obergeschoss.
- Viereckschanze

## Vereine
- Freiwillige Feuerwehr Schambach
- KLJB Einmuß/Schambach
- Frauenbund Einmuß/Schambach
- Obst- und Gartenbauverein Einmuß/Schambach/Reißing/Buchhofen